# Liperedsjön
Liperedsjön är en sjö i Trollhättans kommun i Västergötland och ingår i Göta älvs huvudavrinningsområde. Sjön är 5,8 meter djup, har en yta på 0,15 kvadratkilometer och befinner sig 64,6 meter över havet.

## Delavrinningsområde
Liperedsjön ingår i det delavrinningsområde (645782-128694) som SMHI kallar för Mynnar i Göta älvs vattendragsyta. Medelhöjden är 59 meter över havet och ytan är 29,4 kvadratkilometer. Räknas de 15 avrinningsområdena uppströms in blir den ackumulerade arean 395,07 kvadratkilometer. Slumpån (Iglabäcken) som avvattnar avrinningsområdet har biflödesordning 2, vilket innebär att vattnet flödar genom totalt 2 vattendrag innan det når havet efter 65 kilometer. Avrinningsområdet består mestadels av skog (37 %), öppen mark (14 %) och jordbruk (35 %). Avrinningsområdet har 0,84 kvadratkilometer vattenytor vilket ger det en sjöprocent på 2,9 %. Bebyggelsen i området täcker en yta av 2,25 kvadratkilometer eller 8 % av avrinningsområdet.